# Chione undatella
Chione undatella är en musselart som först beskrevs av G. B. Sowerby I 1835.  Chione undatella ingår i släktet Chione och familjen venusmusslor. Inga underarter finns listade i Catalogue of Life.